# Campoletis tibetana
Campoletis tibetana là một loài tò vò trong họ Ichneumonidae.